# Ingo Cremer
Ingo Cremer (* 1974 in Birkesdorf, Düren, Nordrhein-Westfalen) ist ein deutscher Kraftsportler.

## Sportliche Laufbahn
Er gewann eine Reihe von Medaillen bei den World Police and Fire Games, bei denen sich Feuerwehrleute, Zoll-, Polizei- und Justizvollzugsbeamte zum sportlichen Wettkampf in 50 olympischen und nichtolympischen Disziplinen treffen. So errang er 2013 bei den World Police and Fire Games in Belfast zwei Bronzemedaillen im Bankdrücken und im Kraftzweikampf aus Bankdrücken und Kreuzheben, und zwar in seiner damaligen Altersklasse (35 bis 39 Jahre) und Gewichtsklasse (bis 75 Kilogramm). 2015 gewann er in Fairfax County, Virginia, Gold im Kraftzweikampf und Silber im Bankdrücken, diesmal in der Altersklasse 40+ und der Gewichtsklasse bis 75 Kilogramm. Bei den Spielen 2017 in Los Angeles gelang es ihm, in beiden Wettbewerben die Titel in der Altersklasse 40+, Gewichtsklasse bis 83 Kilogramm zu gewinnen. Im Kraftzweikampf erreichte er im Bankdrücken 150 und im Kreuzheben 170 Kilogramm.
2019 erkämpfte er sich in Chengdu in China zwei Silbermedaillen, und zwar in der Klasse bis 93 kg beim Bankdrücken mit 160 kg und im Kraftzweikampf.
Cremer trägt zudem eine Reihe von Titeln des deutschen Sportverbands German Powerlifting Union (GPU) und des Weltverbands World Powerlifting Union (WPU). So wurde er 2014 Deutscher Meister (GPU) im Bankdrücken in der Altersklasse 23 bis 39 Jahre, Gewichtsklasse bis 82,5 Kilogramm; 2015 gewann er die Deutschen Meisterschaften (GPU) im Bankdrücken und im Kraftdreikampf (Altersklasse 40+, Gewichtsklasse bis 82,5 Kilogramm); 2016 holte er wieder den Titel im Bankdrücken (Altersklasse 40+, Gewichtsklasse bis 75 Kilogramm). Auch bei Europameisterschaften der WPU war er erfolgreich: Platz 1 in den Europameisterschaften (WPU) 2016 und 2017 im Bankdrücken (Altersklasse 40+; 2016: Gewichtsklasse bis 75 Kilogramm; 2017: Gewichtsklasse bis 82,5 Kilogramm). Er hält die deutschen Rekorde der GPU im Kraftdreikampf (Altersklasse Master 1, Gewichtsklasse bis 82,5 Kilogramm) und im Bankdrücken (Altersklassen Open und Master 1, Gewichtsklassen bis 75 und bis 82,5 Kilogramm), den Europarekord der WPU im Bankdrücken (Altersklassen Open und Master 1, Gewichtsklassen bis 75 und bis 82,5 Kilogramm) und den Weltrekord der WPU im Bankdrücken (Altersklasse Master 1, Gewichtsklassen bis 75 und bis 82,5 Kilogramm).
Im Juli 2018 gewann er im Bankdrücken Classic RAW in der Altersklasse Master 1 (40–44 Jahre) und Gewichtsklasse 82,5 – 90 kg die Europameisterschaft der World Powerlifting Union (WPU). Gleichzeitig setzte er mit 157,5 kg einen deutschen, Europa- & Weltrekord. Ebenfalls gewann er im Bankdrücken Classic RAW in der Altersklasse Master 1 (40–44 Jahre) und Gewichtsklasse 82,5 – 90 kg die Deutsche Meisterschaft 2019 in Düsseldorf. Bei der Deutschen Meisterschaft 2021 in Buch am Erlbach wurde er in der Altersklasse Master 2 (45–49 Jahre) und Gewichtsklasse 90–100 kg Deutscher Meister.
Im September 2021 gewann er das große Benefizturnier „10. Stark fürs Leben Pokal“ in Stendal. Dort nahm er in der Altersklasse 40–49 Jahre und Gewichtsklasse 75–90 kg im Bankdrücken RAW teil.
In Rotterdam gewann er im Juli 2022 je eine Goldmedaille in seiner Altersklasse mit 160 kg im Bankdrücken und im Kraftzweikampf.
Auf der Deutschen Meisterschaft 2023 im Bankdrücken, Classic RAW, nach Version der German Powerlifting Union e.V. in der Gewichtsklasse 90–100 kg und Altersklasse 45–49 Jahren, gewann er mit einem persönlichen Wettkampfrekord von 162,5 kg.
Bei den World Police & Firegames 2023 in Winnipeg, Kanada, holte er in der Gewichtsklasse 83–93 kg und Altersklasse 45–49 Jahre im Bankdrücken, RAW, eine Goldmedaille. Beim Kraftzweikampf, RAW, holte er Silber. Bei diesem Wettkampf kam es bis jetzt einmalig in seiner sportlichen Laufbahn vor, das ihm beim Bankdrücken das Gewicht aus der Hand fiel. Beim Zweikampf lag er beim Bankdrücken 25 kg vor seinem Rivalen aus Amerika. Bis zum dritten Versuch im Kreuzheben führte er noch mit 20 kg. Im Dritten schätze er sich zu sicher und verlor mit nur 2,5 kg Unterschied die Goldmedaille.
2024 wurde er Deutscher Meiser im Bankdrücken classic RAW in der Gewichtsklasse bis 100 kg und Altersklasse 45 bis 49 Jahre der German Powerlifting Union. Ebenfalls wurde er Vize-Europameister in der selbigen Gewichts- & Altersklasse im Verband der International Powerlifting League (IPL).

## Privates
Cremer ist verheiratet, hat drei Kinder (* 2000, 2003 & 2024) und wohnt in Untermaubach. Er ist Sportbeamter in der Justizvollzugsanstalt Euskirchen. Dort hat er das Programm Resozialisierung durch Sport ins Leben gerufen.